# Нарышкина, Елизавета Петровна

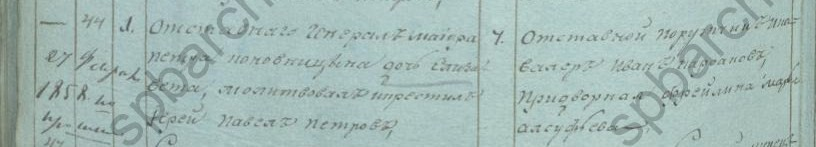
Метрическая запись о рождении Елизаветы Петровны Коновницыной.

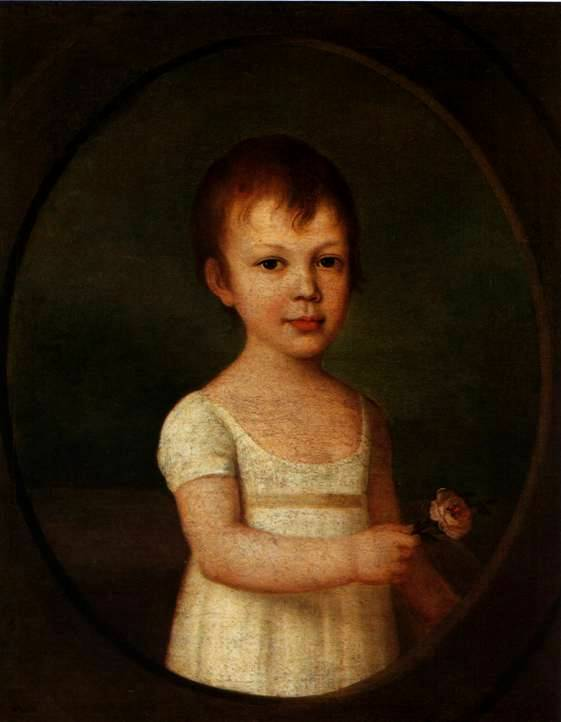
Елизавета Коновницына в детстве.

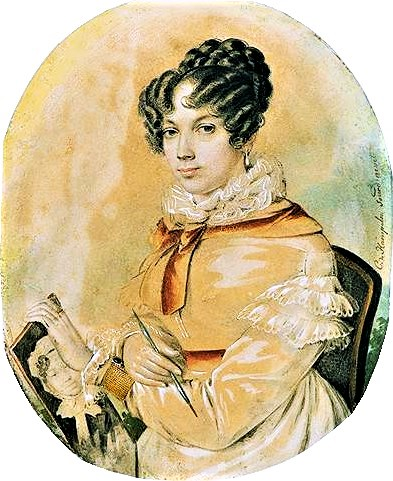
Елизавета Нарышкина на портрете К. Гампельна

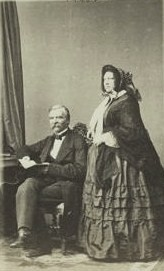
Чета Нарышкиных (1860)

Елизаве́та Петро́вна Нары́шкина (урождённая Коновницына; 1 [13] апреля 1802, Санкт-Петербург — 11 [23] декабря 1867, Гораи, Псковская губерния) — фрейлина Императорского двора, жена декабриста М. М. Нарышкина, последовавшая за ним в ссылку.

## Биография
Елизавета Петровна Коновницына родилась 1 (13) апреля 1802 года в семье отставного генерал-майора Петра Петровича Коновницына  в городе Санкт-Петербурге и 7 (19) апреля 1802 года была крещена в церкви Божией Матери Владимирской в Придворных слободах. Восприемниками были: отставной поручик и кавалер Иван Корсаков и придворная фрейлина Мария Алсуфьева; молитствовал и крестил иерей Павел Петров.
Елизавета Петровна выросла в родительском имении Кярово Гдовской волости Гдовского уезда Санкт-Петербургской губернии, и получила блестящее домашнее образование, хорошо музицировала, пела, имела способности к рисованию. О себе она писала: 

«Начиная с двенадцатилетнего возраста, я имела свою собственную комнату, это является обстоятельством, которое, на первый взгляд, кажется маловажным, но оно сформировало мой характер и подготовило его к тем кризисам, которые я пережила в течение своей жизни. Я привыкла сосредоточивать своё внимание на самой себе, иметь собственную волю, иметь собственное мнение…»
В 1819 году с родителями ездила в Карлсбад, где отец лечился минеральными водами.

### Брак
Будучи фрейлиной императрицы Марии Фёдоровны, в 1823 году на одном из балов Елизавета Петровна познакомилась с полковником Михаилом Нарышкиным, за которого вышла замуж 12 (24) сентября 1824 года. По случаю бракосочетания она получила из казны на приданое двенадцать тысяч рублей. Венчание было в церкви села Кярово, в имении Коновницыных. После свадьбы жила с мужем в Москве в доме его родителей, где вела жизнь достаточно уединенную. 25 июня 1825 года у Нарышкиных родилась дочь Наталья, крещена 13 июля в церкви Ржевской иконы Божией Матери у Пречистенских ворот при восприемстве П. П. Нарышкина и бабушки графини А. П. Коновницыной. Она умерла в двухмесячном возрасте 5 сентября 1825 года. Больше детей у них не было.
Михаил Михайлович Нарышкин состоял в тайном обществе и за участие в подготовке восстания был арестован и помещён в Петропавловскую крепость. Позднее осужден по IV разряду и по конфирмации 10 (22) июля 1826 года приговорён «по лишении чинов и дворянства, сослать в каторжную работу на двенадцать лет и потом на поселение», 22 августа (3 сентября)  1826 года срок сокращен до 8 лет. Осуждены были и два брата Елизаветы Петровны, также являвшиеся членами Северного тайного общества. Пётр Петрович, осуждённый по IX разряду, лишён чинов и дворянства и разжалован в солдаты; Иван — переведён на Кавказ под надзор.

### Ссылка
Елизавета Петровна одной из первых принимает решение последовать за мужем в ссылку. Она обращается за разрешением к императрице Марии Фёдоровне, и, получив его, отправляется в Сибирь. Её дальний родственник декабрист Н. Лорер писал: «Елизавета Петровна Нарышкина, дочь Петра Петровича Коновницына, была фрейлиной при императрице Марии Федоровне и только год замужем. Узнав об участи её мужа, она тотчас же как милости просила письмом у императрицы, своей благодетельницы, позволения следовать за своим мужем, получила его и снесла крест свой до конца». Прислуживать Нарышкиной в Сибири вызвалась 20-летняя крестьянка Анисья Карпова, получившая для этого вольную (крепостных разрешалось брать лишь для сопровождения).
В мае или 4 (16) августа 1827 года Елизавета Нарышкина прибыла в Читинский острог, где прожила до 1830 года. Женам осужденных разрешалось жить в отдельном домике со свиданиями 2 раза в неделю в арестантской палате. Но Елизавете Петровне, как не имеющей потомства, дозволили поселиться в каземате вместе с мужем. Нарышкина, страдавшая с детства астмой, вскоре все-таки заболела и перебралась в небольшой домик недалеко от читинского острога (ныне библиотека, ул. Селенгинская, 14а). 30 июня (12 июля)  1830 года супруги взяли на воспитание семимесячную девочку Ульяну Андреевну Чупятову. В 1830 году переехала вместе с мужем в Петровский завод. Н. А. Бестужев в 1832 году написал по 2 портрета Нарышкиной и её мужа, один комплект отправили в Санкт-Петербург. Один портрет хранится в Литературном музее Москвы.
14 (26) марта 1833 года прибыла в город Курган Курганского уезда Тобольской губернии. Нарышкины сняли за 25 рублей в месяц дом, построенный в 1774 году на каменном фундаменте, с усадьбой и землей на берегу реки Тобол. С разрешения царя Николая I Елизавета Петровна Нарышкина на свое имя в мае 1833 года приобрела у коллежского асессора Серебрякова этот дом за 5650 рублей. Утепленный и перестроенный по проекту Нарышкиной дом состоял из семи жилых комнат с двумя прихожими. Комнаты имели следующее назначение: столовая, гостиная, библиотека, кабинет Елизаветы Петровны, кабинет Михаила Михайловича, Анисьина комната (горничная Елизаветы Петровны), людская и прихожая. Центральная комната имела выход на веранду. Дом обслуживался семью-восемью слугами, двое из которых прибыли вместе с Нарышкиными. Их дом стал настоящим культурным центром. Михаил Михайлович и Елизавета Петровна уделяли много внимания благотворительной деятельности, помогали жителям города. Н. Лорер писал:

«Семейство Нарышкиных было истинными благодетелями целого края. Оба они, и муж, и жена, помогали бедным, лечили и давали больным лекарства на свои деньги, и зачастую, несмотря ни на какую погоду, Нарышкин брал с собою священника и ездил по деревням подавать последнее христианское утешение умирающим. Двор их по воскресеньям был обыкновенно полон народа, которому раздавали пищу, одежду и деньги».
В 1837 году Курган посетил наследник престола Александр Николаевич в сопровождении В. А. Жуковского. Поэт позднее писал: «В Кургане я видел Нарышкину (дочь нашего храброго Коновницына)… Она глубоко тронула своей тихостью и благородною простотой в несчастии».
В 1837 году М. М. Нарышкина переведён рядовым на Кавказ. Выехал из Кургана 21 августа (2 сентября)  1837 года. Елизавета Петровна проводила мужа до Казани, а сама с Анисьей и Ульяной отправилась на Псковщину, для того, чтобы повидаться с родными. Продажа здания была поручена другому декабристу А.Ф. Бриггену. По всей видимости, до 1843 года оно арендовалось Курганским окружным судом, в котором канцеляристом работал А.Ф. Бригген. В августе 1843 года его приобрела теща декабриста Н.В. Басаргина вдова подпоручица Стефанида Ивановна Маврина. Она заплатила за дом 1200 рублей серебром, но уже 15 (27) февраля 1844 года перепродала его на 300 рублей дороже купцу Ивану Мартыновичу Вагину. С 1975 года в доме Нарышкиных (г. Курган, ул. Климова, 80а) находится Музей декабристов.
В 1838 году Елизавета Петровна  поселилась в купленном доме в станице Прочный Окоп Кавказской области, где служили супруг и декабрист М. А. Назимов. Дом не сохранился, ныне на его месте пекарня.
25 сентября (7 октября)  1844 года М. М. Нарышкин уволен от службы с обязательством безвыездно жить в с. Высоком Тульского уезда. В 1859—1860 годах супруги ездили за границу и долго жили в Париже. Михаил Нарышкин скончался 2 (14) января 1863 года. Декабрист Е.П. Оболенский написал в некрологе, опубликованном в газете «День»:

 «…Он вступил в супружество с графиней Елизаветой Петровной Коновницыной и в ней нашел ту полноту сочувствия, которая в жизни выражается полной гармонией — и стремлений, и цели жизненной, и надежд, и желаний. В этом сердечном союзе протекли многие и многие годы. И Кавказ с его грозными твердынями, и Сибирь с её пустынями, везде они были вместе, и везде их сердечная жизнь, восполняющая недостатки одного полнотою другого, выражалась в любви чистой, отражаемой во всем строе жизни».
После смерти мужа Елизавета Петровна Нарышкина поселилась в имении Гораи Печано-Горайской волости Опочецкого уезда у своей тетушки Марии Ивановны Лорер, урождённой Корсаковой.
Елизавета Петровна Нарышкина скончалась 11 (23) декабря 1867 года в имении Гораи Печано-Горайской волости Опочецкого уезда Псковской губернии, ныне деревня входит в Горайскую волость Островского района Псковской области. Была похоронена в некрополе Донского монастыря, вместе с мужем и единственной дочерью.

## Личность

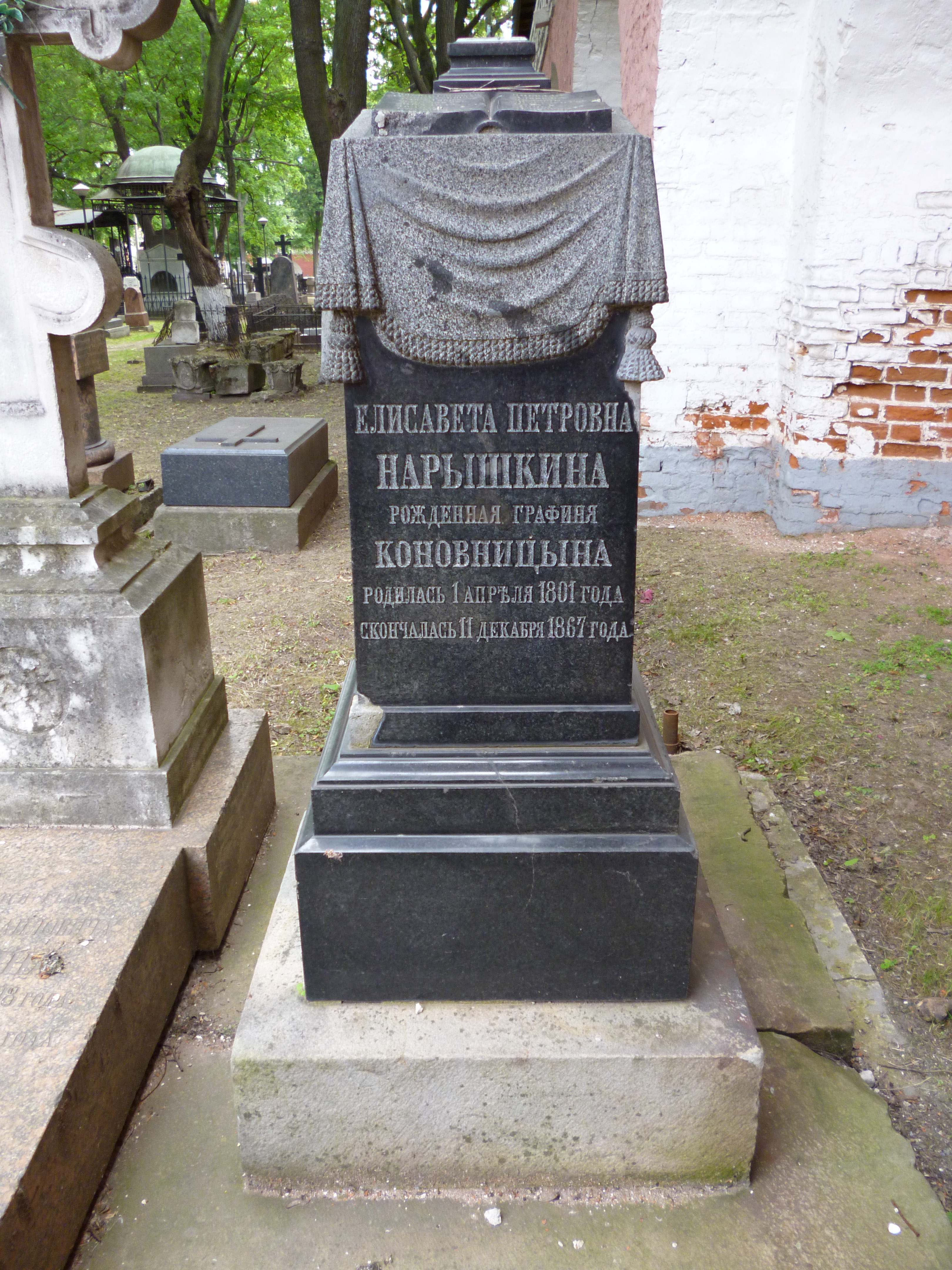
Могила Е. П. Нарышкиной в некрополе Донского монастыря.

Современники по-разному отзывались о Е. П. Нарышкиной, однако признавая её благородство.
- Декабрист А. Е. Розен : «От роду было ей 23 года; единственная дочь героя-отца и примерной матери. Она в родном доме значила все, и все исполняли её желания и прихоти. В Сибири она была одета во все чёрное, с талией тонкой в обхват; лицо было слегка смуглое с выразительными умными глазами, головка повелительно поднята, походка легкая, грациозная»
- Прасковья Анненкова: «Нарышкина была не так привлекательна, как Муравьева. Она казалась очень надменной и с первого раза производила неприятное впечатление, даже отталкивала от себя, но зато когда вы сблизились с этой женщиной, невозможно было оторваться от неё, она приковывала всех к себе своей беспредельной добротой и необыкновенным благородством характера»
- М. Францева: «Имела самостоятельный характер; она хотя была и некрасива собой, но удивительно умное выражение лица заставляло не замечать этого; ум у неё был в высшей степени острый, игривый и восторженный, она все подметит, ничего не пропустит без замечания. С ней очень весело и приятно. У неё блестящее образование. Её связывала дружба с Натальей Дмитриевной, перед которой она благоговела за её внутреннюю духовную жизнь»[10].

## Семья
- Отец — генерал Пётр Петрович Коновницын (1764—1822), герой Отечественной войны, военный министр и член Государственного совета Российской империи. 12 (24) декабря 1819 года указом императора Александра I он с нисходящим потомством был возведён в графское достоинство Российской империи.
- Мать Анна Ивановна, урождённая Корсакова (1769—1843), занималась благотворительностью, переводила с немецкого. За заслуги супруга получила Орден Святой Екатерины[11].
- Дядя Алексей Иванович Корсаков (1767—1811)
- Дядя Никита Иванович Корсаков (князь Дондуков-Корсаков) (1775—1857)
- Тётя Мария Ивановна Лорер (1777—1873)
- Брат подпоручик граф Пётр Петрович Коновницын (1803—1830), декабрист
- Брат штабс-капитан граф Иван Петрович Коновницын (1806—1867), Гдовский уездный предводитель дворянства
- Брат поручик граф Григорий Петрович Коновницын (1809—1846)
- Брат статский советник граф Алексей Петрович Коновницын (1812—1852).
- Муж Михаил Михайлович Нарышкин (1798—1863)
- Дочь Наталья Михайловна (11 (23) июня 1825 года—31 августа (12 сентября)  1825 года)
- В июле 1830 года супруги взяли на воспитание в Чите приёмную дочь — Ульяну Чупятову, когда ей было 7 месяцев. Она — незаконная дочь Авдотьи Емельяновой Чупятовой, жены лекарского ученика Андрея Иванова сына Чупятова из с. Александровского Нерчинского округа, прижитая во время отсутствия мужа. В 1850 году Ульяна вышла замуж за капитана Петра Васильевича Давыдова, у них четверо детей (один мальчик умер в детстве).